# Fritillaria striata
Fritillaria striata là một loài thực vật có hoa trong họ Liliaceae. Loài này được Eastw. miêu tả khoa học đầu tiên năm 1931.